# Wettertür

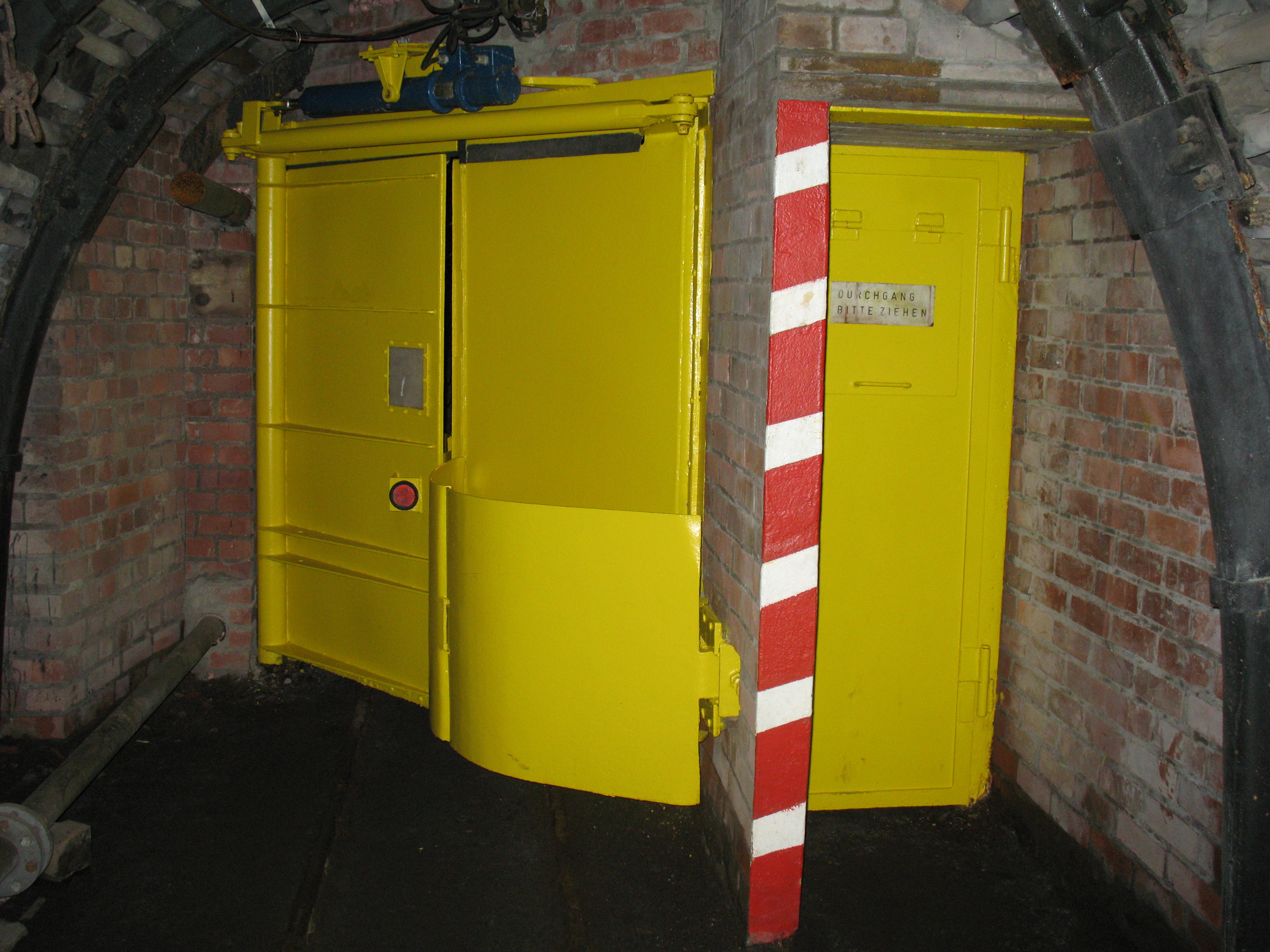
Wettertür im Bergbaumuseum Bochum

Wettertür aus Holz mit Pferdeförderung

Eine Wettertür ist ein wettertechnisches Bauwerk, das im Bergbau und Tunnelbau unter Tage zur Regulierung des Wetterzuges verwendet wird. Die Tür verschließt hierbei einen freien Wetterquerschnitt vollständig. Wettertüren werden in unterschiedlichen Bauweisen und aus unterschiedlichen Materialien hergestellt. Die Ausführung von Wettertüren ist vorgeschrieben.

## Grundlagen
Im Untertagebau ist es erforderlich, sämtliche genutzten Grubenbaue ausreichend zu bewettern. Hierfür muss der durch den Schacht einströmende Hauptwetterstrom aufgeteilt und entsprechend der in den einzelnen Grubenbauen benötigten Wettermenge verteilt werden. Überließe man die Wetter sich selbst, so würden sie sich den kürzesten Weg zum ausziehenden Wetterschacht suchen. Um die Bewetterung auch in allen Grubenbauen sicherzustellen, muss der Wetterstrom mit Wettertüren und anderen Wetterbauwerken entsprechend gelenkt und geregelt werden.

## Aufbau

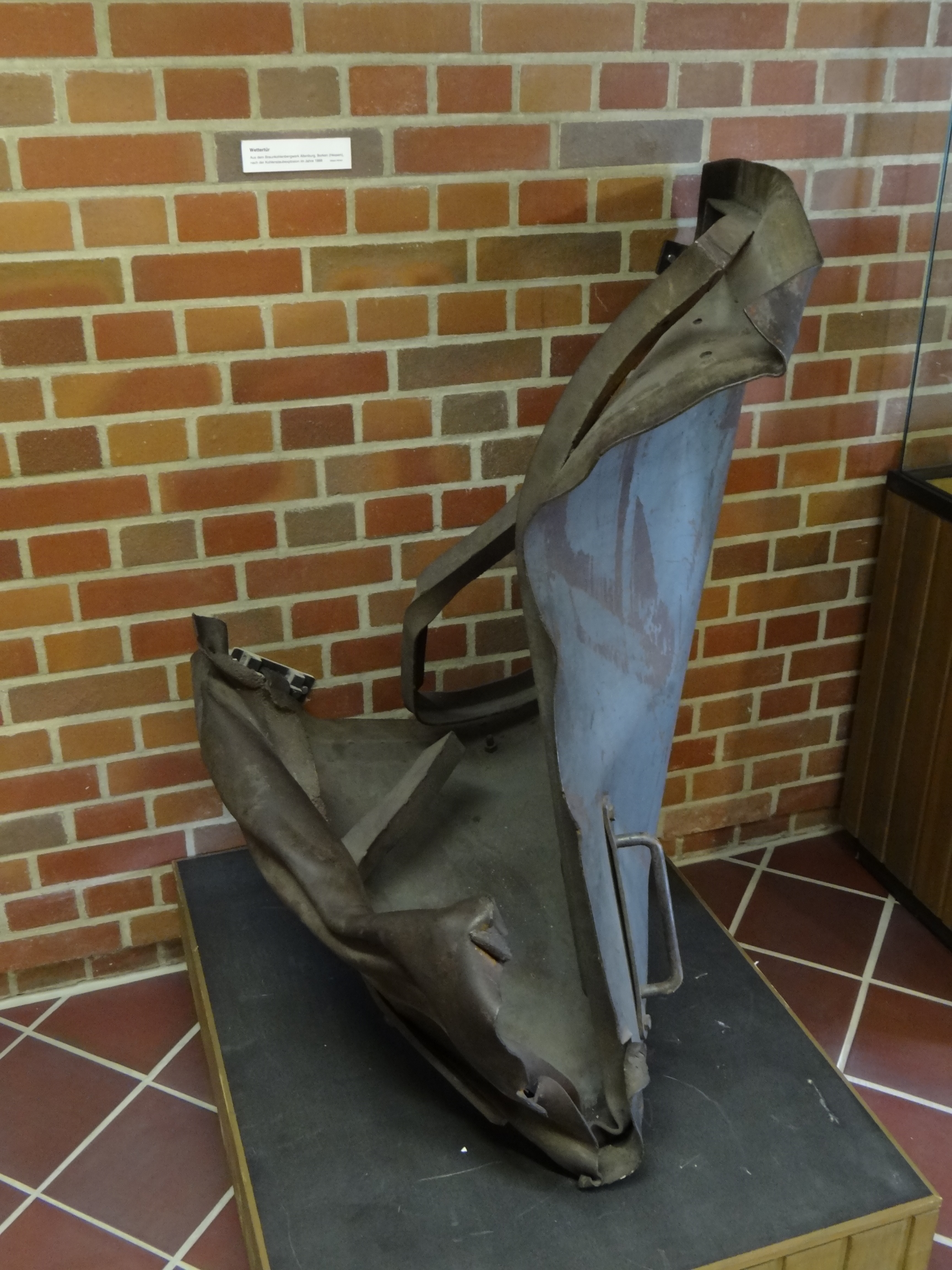
Zerstörte Wettertür der Grube Stolzenbach

Wettertüren werden, je nach Erfordernis, früher aus Holz oder heute nur noch aus Stahlblech hergestellt. Es gab auch Türen aus Holz, die mit Eisenblech beschlagen sind. Dabei hat sich die Wahl des verwendeten Materials im Laufe der Jahre verändert. Bis in die zweite Hälfte des 20. Jahrhunderts wurden Wettertüren in der Regel aus Holz gebaut, heute werden diese in der Regel aus Stahlblech hergestellt. Dies liegt insbesondere daran, dass Wettertüren aus Holz gravierende Nachteile haben. Neben der geringen mechanischen Festigkeit haben Wettertüren aus Holz auch eine geringe Widerstandsfähigkeit gegenüber äußeren Einwirkungen. Da Holz leicht brennen kann, haben Wettertüren aus Holz nur eine geringe Brandsicherheit. Aus diesem Grund werden im Steinkohlenbergbau aus Sicherheitsgründen Wettertüren aus Stahlblech  eingesetzt. Insbesondere bei Hauptwettertüren, die sich im Abwetterstrom befinden, müssen die Wettertüren so konstruiert sein, dass sie brandsicher sind. Werden Wettertüren aus Holz hergestellt, so werden die Bauelemente so gefertigt, dass sich die einzelnen Holzlagen mit ihren Fasern kreuzen. Durch diese Konstruktion wird eine gute Dichtigkeit im Türquerschnitt erzielt. Wettertüren bestehen aus dem eigentlichen Türflügel und einem den Türflügel umgebenden Rahmen. Der Türrahmen wird im Umfang des Streckenausbaus in die Strecke eingebaut. Bei größerem Streckenquerschnitten werden die Wettertüren zweiflügelig gebaut.

## Türarten
Grundsätzlich unterscheidet man zwischen zwei Arten von Wettertüren: Wettertüren, die den Wetterstrom teilen, und Wettertüren, die die Richtung des Wetterstromes verändern. Wettertüren, die den Wetterstrom teilen, haben in der Regel eine einstellbare Durchgangsöffnung. Solche Wettertüren werden als Stromverteilungs- oder Drosseltüren bezeichnet. Wettertüren, die den Wetterstrom leiten und in der Richtung beeinflussen, bezeichnet man als Stromleitungs- oder Absperrtüren. Solche Türen verschließen den gesamten Querschnitt der Strecke.

### Drosseltüren
Wettertüren, die als Drosseltüren verwendet werden, werden so konstruiert, dass der eigentliche Türflügel in einem festen Rahmen eingebaut wird. In dem festen Rahmen befindet sich oberhalb des Türflügels eine variable Öffnung. Diese Öffnung ist mit einem Schieber versehen, mit dem der freie Querschnitt beliebig eingestellt werden kann. Der Schieber hat den Nachteil, dass er auch von Unbefugten verändert werden kann. Mit Rücksicht auf eventuelle Ansammlungen von Schlagwettern muss die veränderbare Öffnung so nah wie möglich im Firstbereich angebracht werden. Um den Teilstrom durch die Drosseltür zu verstärken, müssen weitere Öffnungen in der Drosseltür erstellt werden. Bei noch größerem Wetterbedarf muss der gesamte Türflügel ausgebaut werden.

### Absperrtüren
Absperrtüren müssen so konstruiert werden, dass sie den Wetterstrom ganz absperren. Sie werden, je nach Anforderung, in einem Rahmen aus Holz oder aus Eisen eingebaut. Dieser Rahmen wird an den Streckenstößen mit einer Mauer oder anderen Dichtungsmaterialien abgedichtet. Um die Tür gegen den Rahmen oder gegen eine zweite Tür abzudichten, werden die Türen im Bereich der anschlagenden Türkanten mit einem Tuch aus Leinwand beschlagen. Häufig werden auch im Türkantenbereich Leder- oder Filzstreifen angebracht. Um die Dichtigkeit der Türrahmen auch bei druckhaften Gebirge über einen längeren Zeitraum erzielen zu können, werden die Rahmen so gestaltet, dass das Mauerwerk durch eingelegte Holzklötze dem Druck zum Teil nachgibt. Eine weitere Möglichkeit ist der Einbau von verschiebbaren Rahmen. Eine dauerhafte Abdichtung lässt sich in druckbehafteten Strecken nicht erzielen. Dort eingebaute Wettertüren müssen hier in bestimmten Zeitabständen nachgearbeitet werden. Damit es beim Öffnen der Wettertür nicht zu ungewollten Richtungsänderung des Wetterzuges oder zu einem Wetterkurzschluss kommen kann, müssen stets mehrere Wettertüren hintereinander installiert werden. Wie viele Türen hintereinander angeordnet werden, hängt von der jeweiligen Bedeutung für die Wetterverteilung und dem Druckunterschied ab. Mehrere hintereinander angeordnete Wettertüren werden als Wetterschleuse bezeichnet.

## Aufstellung
Wettertüren müssen so aufgestellt werden, dass der Wetterzug sie zudrücken kann. Hierbei gilt die Regel, das sich die Wettertür stets zum einziehenden Wetterstrom öffnen muss. In Grubenbauen, wo eine Änderung der Wetterrichtung möglich ist, werden zwei sich in unterschiedlicher Richtung öffnende Türen im bestimmten Abstand hintereinander aufgebaut. Dadurch ist gewährleistet, dass der Wetterzug wenigstens immer eine der Wettertüren andrückt. Damit die Wettertür selbsttätig schließt, wird entweder der Rahmen leicht schräg eingebaut oder die Türangeln werden etwas versetzt. Allerdings wirken solche Maßnahmen nur im begrenzten Umfang und sind bei komplett geöffneter Tür ohne Wirkung. Um die Türen sicher zu schließen, werden sie mit Federn oder mit Gewichten versehen und so selbsttätig zugezogen.